# بوني س. تمبلتون
بوني س. تمبلتون (بالإنجليزية: Bonnie C. Templeton)‏ هي عالمة نبات أمريكية، ولدت في 23 أكتوبر 1906 في نيومان غروف في الولايات المتحدة، وتوفيت في 29 يناير 2002.